# وجیهه حویدر
وجیهه الحویدر (متولد ۱۹۶۲ یا ۱۹۶۳ در أرجاح) یک نویسنده و فعال حقوق بشر زن در عربستان سعودی است. وی در شرکت سعودی آرامکو کار می‌کند.

## اعتراض اجتماعی
وجیهه به عنوان یکی از فعالان حقوق زنان در عربستان سعودی در اعتراض به قوانین این کشور دست به رانندگی در یک بزرگراه زد. در این فیلم که به مناسبت روز جهانی زن تهیه شده بود وی خواستار لغو قانون ممنوعیت زنان شده‌است. او همچنین گفت: «امیدوارم تا روز جهانی زن در سال آینده شاهد لغو این ممنوعیت باشیم.»
در سپتامبر ۲۰۱۷ ملک سلمان پادشاه عربستان اجازه رانندگی زنان را صادر کرد. خبرگزاری رسمی عربستان SPA گفت که این فرمان از ماه ژوئن ۲۰۱۸ اجرایی خواهد شد.